# Andrés Chávez
Andrés Eliseo Chávez, (Salto, Buenos Aires, Argentina; 21 de marzo de 1991) es un futbolista profesional argentino. Juega de delantero en The Strongest de la Primera División de Bolivia. Surgido de las divisiones inferiores del Club Sports Salto.

## Trayectoria

### Banfield

#### Temporada 2010-11
Surgido de las inferiores del Club Atlético Banfield, fue ascendido al primer equipo a mediados de 2010 y debutó en Primera División el 19 de junio de 2011 por el Torneo Clausura contra San Lorenzo, en el empate 1-1. Ingresó al inicio del segundo tiempo, en reemplazo de Facundo Ferreyra.

#### Temporada 2011-12
En la temporada, que terminó con el descenso de su equipo, disputó 20 partidos marcando 3 goles. Diecinueve de esos veinte los jugó en el Torneo Clausura 2012, variando entre la titularidad y la suplencia.

#### Temporada 2012-13
En esta temporada, Banfield, ya en la segunda división, no puedo cumplir el objetivo del ascenso aunque estuvo muy cerca, terminó en el cuarto puesto con 58 puntos y Andrés Chávez fue el goleador del equipo con 15 tantos. En la segunda mitad no tuvo tan buen rendimiento como en la primera rueda, pero terminó atrayendo la atención de muchos clubes importantes del fútbol argentino.

#### Temporada 2013-14
En la segunda temporada en la Primera B Nacional ya con el mando de Matias Almeyda como entrenador, Banfield logró el ascenso a la Primera División.
En esa campaña, Chávez fue fundamental. Marcó 16 goles en 36 partidos haciendo dupla de ataque con Santiago Salcedo, que lo superó con 17 conquistas. Los 33 goles convertidos por ambos contribuyeron a que el equipo fuera el más efectivo del torneo.

### Boca Juniors

#### Temporada 2014
Arribó a la institución a mediados de 2014 por 4 millones de dólares por el 50 por ciento de su pase.
El 31 de agosto convirtió su primer tanto ante Vélez Sarfield, haciendo el tercer gol por la fecha 5 del Torneo de Transición 2014, en el 3 a 1 a favor de su equipo. Debutó internacionalmente el 4 de septiembre ante Rosario Central por los dieciseisavos de final de la Copa Sudamericana, que terminó 1-1. En la vuelta de ese encuentro marcó dos goles para el 3-0 final.

#### Temporada 2015
En el primer partido oficial del año, ante Palestino de Chile por Copa Libertadores, convirtió el primero de los dos goles en el triunfo de Boca Juniors por 2-0.
El 29 de agosto de 2015 por la fecha 22 del Campeonato 2015 convirtió un gol clave sobre el final del partido ante Gimnasia y Esgrima La Plata en el triunfo 2-1 de su equipo, que fechas más tarde se consagraría campeón de ese torneo. El 4 de noviembre de 2015 convirtió un gol en la final de la Copa Argentina, en la que Boca Juniors derrotó 2-0 a Rosario Central y logró otro título.

#### Temporada 2016
En la primera parte del ciclo 2016-17 alternó titularidad y suplencia y estuvo varios partidos sin convertir goles, alejándose del club a mediados de año.

### São Paulo
A mediados de 2016, es dado a préstamo al São Paulo por un año con una opción de compra de 4.000.000 de dólares.
El 4 de agosto de 2016 convirtió su primer gol con la camiseta Tricolor ante el Atlético Mineiro en una derrota por 2-1.

### Panathinaikos
En agosto de 2017, Boca Juniors y Banfield dueños del 50% del pase, lo transfieren al club griego, que no completó el pago de la ficha.

### Huracán
En enero de 2018, el club de Parque Patricios adquirió el 50% del pase, en un acuerdo con Boca Juniors y Banfield, haciéndose cargo de la deuda que mantenía el Panathinaikos, y con ello los derechos federativos.

### Nasaf Qarshi
El 27 de julio de 2023, reforzó al Nasaf Qarshi de la Super Liga de Uzbekistán hasta diciembre del 2023.

## Estadísticas

### Clubes
| Club                        | Div.                | Temporada           | Liga  | Liga  | Estatal | Estatal | Copas nacionales | Copas nacionales | Torneos internacionales | Torneos internacionales | Total | Total | Media goleadora |
| Club                        | Div.                | Temporada           | Part. | Goles | Part.   | Goles   | Part.            | Goles            | Part.                   | Goles                   | Part. | Goles | Media goleadora |
| --------------------------- | ------------------- | ------------------- | ----- | ----- | ------- | ------- | ---------------- | ---------------- | ----------------------- | ----------------------- | ----- | ----- | --------------- |
| Banfield Argentina          | 1.ª                 | 2010-11             | 1     | 0     | —       | —       | —                | —                | —                       | —                       | 1     | 0     | 0,00            |
| Banfield Argentina          | 1.ª                 | 2011-12             | 20    | 3     | —       | —       | 0                | 0                | —                       | —                       | 20    | 3     | 0,15            |
| Banfield Argentina          | 2.ª                 | 2012-13             | 35    | 15    | —       | —       | 2                | 1                | —                       | —                       | 37    | 16    | 0,43            |
| Banfield Argentina          | 2.ª                 | 2013-14             | 36    | 16    | —       | —       | —                | —                | —                       | —                       | 36    | 16    | 0,44            |
| Boca Juniors Argentina      | 1.ª                 | 2014                | 11    | 2     | —       | —       | 0                | 0                | 8                       | 4                       | 19    | 6     | 0,31            |
| Boca Juniors Argentina      | 1.ª                 | 2015                | 15    | 4     | —       | —       | 3                | 3                | 5                       | 2                       | 23    | 8     | 0,34            |
| Boca Juniors Argentina      | 1.ª                 | 2016                | 12    | 3     | —       | —       | 1                | 0                | 9                       | 1                       | 22    | 4     | 0,18            |
| Boca Juniors Argentina      | Total club          | Total club          | 38    | 8     | 0       | 0       | 4                | 3                | 22                      | 7                       | 64    | 18    | 0,28            |
| São Paulo · Brasil          | 1.ª                 | 2016                | 21    | 9     | —       | —       | 2                | 1                | —                       | —                       | 23    | 10    | 0,43            |
| São Paulo · Brasil          | 1.ª                 | 2017                | 1     | 0     | 7       | 2       | 1                | 0                | 1                       | 0                       | 10    | 2     | 0,20            |
| São Paulo · Brasil          | Total club          | Total club          | 22    | 9     | 7       | 2       | 3                | 1                | 1                       | 0                       | 33    | 12    | 0,36            |
| Panathinaikos · Grecia      | 1.ª                 | 2017-18             | 6     | 1     | —       | —       | 1                | 1                | 1                       | 0                       | 8     | 2     | 0,25            |
| Panathinaikos · Grecia      | Total club          | Total club          | 6     | 1     | 0       | 0       | 1                | 1                | 1                       | 0                       | 8     | 2     | 0,25            |
| Huracán Argentina           | 1.ª                 | 2018                | 10    | 3     | —       | —       | —                | —                | —                       | —                       | 10    | 3     | 0,30            |
| Huracán Argentina           | 1.ª                 | 2018-19             | 21    | 5     | —       | —       | 5                | 1                | 6                       | 2                       | 32    | 8     | 0,25            |
| Huracán Argentina           | 1.ª                 | 2019-20             | 11    | 1     | —       | —       | 1                | 0                | —                       | —                       | 12    | 1     | 0,08            |
| Huracán Argentina           | 1.ª                 | 2020-21             | —     | —     | —       | —       | 12               | 4                | —                       | —                       | 12    | 4     | 0,33            |
| Huracán Argentina           | 1.ª                 | 2021                | 6     | 2     | —       | —       | —                | —                | —                       | —                       | 6     | 2     | 0,33            |
| Huracán Argentina           | Total club          | Total club          | 48    | 11    | 0       | 0       | 18               | 5                | 6                       | 2                       | 72    | 18    | 0,25            |
| AEL Limassol Chipre         | 1.ª                 | 2021                | 10    | 0     | —       | —       | 0                | 0                | 0                       | 0                       | 10    | 0     | 0,00            |
| AEL Limassol Chipre         | Total club          | Total club          | 10    | 0     | 0       | 0       | 0                | 0                | 0                       | 0                       | 10    | 0     | 0,00            |
| Jorge Wilstermann · Bolivia | 1.ª                 | 2022                | 15    | 8     | —       | —       | 0                | 0                | 5                       | 1                       | 20    | 9     | 0,45            |
| Jorge Wilstermann · Bolivia | Total club          | Total club          | 15    | 8     | 0       | 0       | 0                | 0                | 5                       | 1                       | 20    | 9     | 0,45            |
| Banfield Argentina          | 1.ª                 | 2022                | 11    | 2     | —       | —       | 3                | 0                | —                       | —                       | 14    | 2     | 0,14            |
| Banfield Argentina          | 1.ª                 | 2023                | 19    | 1     | —       | —       | 1                | 1                | —                       | —                       | 20    | 2     | 0,10            |
| Banfield Argentina          | Total club          | Total club          | 122   | 37    | 0       | 0       | 6                | 2                | 0                       | 0                       | 128   | 39    | 0,30            |
| Nasaf Qarshi Uzbekistán     | 1.ª                 | 2023                | 10    | 2     | —       | —       | 2                | 1                | 3                       | 0                       | 15    | 3     | 0,13            |
| Nasaf Qarshi Uzbekistán     | Total club          | Total club          | 10    | 2     | 0       | 0       | 2                | 1                | 3                       | 0                       | 15    | 3     | 0,13            |
| Coquimbo Unido · Chile      | 1.ª                 | 2024                | 20    | 4     | —       | —       | 7                | 4                | 7                       | 2                       | 34    | 10    | 0.29            |
| Coquimbo Unido · Chile      | Total club          | Total club          | 20    | 4     | 0       | 0       | 7                | 4                | 7                       | 2                       | 34    | 10    | 0.29            |
| Total en su carrera         | Total en su carrera | Total en su carrera | 278   | 79    | 7       | 2       | 32               | 13               | 41                      | 11                      | 364   | 104   | 0.29            |
| 1. 2. 3. 4.                 |                     |                     |       |       |         |         |                  |                  |                         |                         |       |       |                 |

## Palmarés

### Títulos nacionales
| Título               | Club               | País       | Año  |
| -------------------- | ------------------ | ---------- | ---- |
| Primera B Nacional   | C. A. Banfield     | Argentina  | 2014 |
| Primera División     | C. A. Boca Juniors | Argentina  | 2015 |
| Copa Argentina       | C. A. Boca Juniors | Argentina  | 2015 |
| Copa Uzbekistán      | Nasaf Qarshi       | Uzbekistán | 2023 |
| Supercopa Uzbekistán | Nasaf Qarshi       | Uzbekistán | 2023 |

### Distinciones individuales
| Distinción                                                  | Año  |
| ----------------------------------------------------------- | ---- |
| Premio Alumni a jugador destacado de la Primera División B. | 2014 |